# Bunuri mobile din domeniul știință și tehnică clasate în patrimoniul cultural național al României aflate în județul Cluj
Acestă listă conține bunurile mobile din domeniul știință și tehnică clasate în Patrimoniul cultural național al României aflate la momentul clasării în județul Cluj.

## Tezaur
| Foto | Informații generale | Detalii tehnice | Descriere | Deținător                                                 | Legături |
| ---- | ------------------- | --- | --- | --------------------------------------------------------- | -------- |
|      | Orgă                | Datare: 1752 Școală: J. Baumgarten Dimensiuni: Î: 87 cm., L: 104 cm., l: 72 cm. Material: lemn esențe nobile, cherestea, piele, pergament, bronz, cositor; tâmplărie, sistem acționare mecanică, registre Stern, Kuckuck, Vogelgeschery, montare tuburi sonore, reglare, intonare, acordare | Pozitiv cu două prospecte (fațade) formate fiecare din câte trei câmpuri cu tuburi sonore de cositor ornamentate (50 tuburi). Cele două prospecte decorate cu chipuri de îngerași. Inscripție pe capacul cutiei de suflu: „Opus ho... constructum per Johannem Baumgarten Organi (f) ... Schessburgensem. Anno 1752”. O inscripție din 1974 indică data unei reparații timpurii. Două inscripții în limba armeană datează din 1806 și 1830. | Muzeul Național de Istorie a Transilvaniei, Cluj          | Cimec    |
|      | Locomotivă cu aburi | Datare: Pusă în funcțiune în aprilie 1944 Școală: Fabrica Henschel and Sohn Descoperit: jud. Suceava, Câmpulung Moldovenesc, Depoul Câmpulung Est | Locomotivă cu abur cu tender pentru ecartament normal (1.435 mm), având o soie alergătoare sistem Bissel și cinci osii cuplare, din care osia nr. 3 este osie motoare. Tenderul este construit sub caracteristica unghiurilor antiglonț, fiind așezat pe două boghiuri independente unul față de celălalt. Fiecare boghiu are două osii cu cutii de unsoare care sunt montate pe capetele osiilor prin rulmenți dubli. | Compania Națională de Căi Ferate „C.F.R.” S.A., București | Cimec    |
|      | Locomotivă cu aburi | Datare: Pusă în funcțiune în aprilie 1955 Școală: Uzinele Constructoare de Mașini din Reșița Descoperit: jud. Cluj, Dej, Depoul Câmpulung Est | Locomotivă cu tender cu cinci osii cuplare, din care osia trei este osie motoare și o osie este alergătoare sistem Bissel. Tenderul cuplat la locomotivă este montat pe două boghiuri a câte două osii fiecare. | Compania Națională de Căi Ferate „C.F.R.” S.A., București | Cimec    |
|      | Locomotivă cu aburi | Datare: Pusă în funcțiune în 1942 Școală: Uzinele "Nicolae Malaxa" din București Descoperit: Războieni, Remiza de locomotive | Locomotivă cu abur cu cinci osii cuplare, din care osia trei este motoare, iar o osie este portantă și ina alergătoare. Pentru o mai bună înscriere în curbe, locomotiva are un dispozitiv Krauss- Helmholdz, iar buzele bandajelor roților de la osiile 2, 3 și 4 sunt subțiate. De locomotivă este cuplat un tender, amplasat pe câte două boghiuri a câte două osii fiecare, osii care sunt montate pe rulmenți S.K.F.151002. | Compania Națională de Căi Ferate „C.F.R.” S.A., București | Cimec    |
|      | Locomotivă cu aburi | Datare: Pusă în funcțiune în 1914 Școală: Fabrica Borsig - Berlin Descoperit: jud. București, București, Remiza C.F.R. București Basarab, Regionala București | Locomotivă cu tender având trei osii cuplare, din care osia doi este motoare, și un boghiu alergător montat sub traversa frontală, pentru o mai bună înscriere în curbe la viteze mari. Tenderul cuplat la locomotivă este montat pe două boghiuri a câte două osii. Locomotiva are o construcție specială, posedând o distribuție experimentală tip Lentz cu supape. | Compania Națională de Căi Ferate „C.F.R.” S.A., București | Cimec    |
|      | Locomotivă cu aburi | Datare: Pusă în funcțiune în 1935 Școală: Uzinele și Domeniile Regale din Reșița Descoperit: Jibou, Depoul C.F.R. Jibou Regionala Cluj | Locomotivă cu abur cu trei osii cuplare, din care osia doi este osie motoare, și un boghiu alergător pentru înscriere mai ușoară în curbe, la viteze mari. De locomotivă se află cuplat un tender de construcție mai deosebită care se află montat pe două boghiuri a câte două osii fiecare. | Compania Națională de Căi Ferate „C.F.R.” S.A., București | Cimec    |
|      | Locomotivă cu aburi | Datare: Pusă în funcțiune în 1939 Școală: Uzina Nicolae Malaxa din București Descoperit: Jibou, Remiza C.F.R. | Locomotivă cu tender având cinci osii cuplare, din care osia trei este motoare și un tender având capacitatea bazinului de apă de 16,5 metri cubi. Capacitatea rezervorului de păcură: 4,6 metri cubi. Capacitatea cutiei de cărbune: 5 metri cubi. Tenderul este montat pe trei osii libere. Locomotiva face parte din ultimele locomotive ale seriei 50800 cât și ale seriei întregi 50000. Pe ea se regăsesc ultimele înbunătățiri și inovații tehnice ca: injectorul de păcură Gh. Cosmovici; supape de siguranță Pope-Coale; injectorul de apă cu abur de emisie Friedmann - L.F., grătar basculant la cutia de foc. | Compania Națională de Căi Ferate „C.F.R.” S.A., București | Cimec    |
|      | Locomotivă cu aburi | Datare: Pusă în funcțiune în 1956 Școală: Ezinele Constructoare de Mașini din Reșița Descoperit: jud. Cluj, Dej, Depoul C.F.R. | Locomotivă cu abur cu cinci osii cuplare, din care osia trei este motoare, și o osie alergătoare sistem Bissel, având cuplată de ea un tender montat pe două boghiuri a câte două osii fiecare. Locomotiva posedă aparate moderne pentru alimentarea cazanului cu apă, instalație de ars păcură cu injector Cosmovici și, fapt unic în construcția de locomotive a României, posedă două ecrane deflectoare de fum, pe o parte și pe alta a camerei de fum. | Compania Națională de Căi Ferate „C.F.R.” S.A., București | Cimec    |